# Erich Moning
Erich Moning (* 11. November 1902 in Schwerte; † 13. September 1967 in Buschhütten) war ein deutscher Politiker.

## Leben
Bis 1932 war Moning Bürgermeister von Hilchenbach und wechselte dann als Amtsbürgermeister in das Amt Ferndorf. Diese Funktion hatte er bis zum Ende der Zeit des Nationalsozialismus.
Moning war Mitglied im Opferring der NSDAP, er beantragte nach Ablauf der vierjährigen Aufnahmesperre am 19. Juni 1937 die Aufnahme in die NSDAP und wurde rückwirkend zum 1. Mai desselben Jahres aufgenommen (Mitgliedsnummer 5.889.298). Sein Antrag auf Mitgliedschaft war von der Kreisleitung abgelehnt, aber von der Gauleitung befürwortet worden. Der Führer der regionalen SA-Standarte 130 bot ihm die Aufnahme in den Stab seiner Standarte an. Ausweislich der SA-Stammrolle trat er der SA auch bei, was er allerdings 1947 in Abrede stellte. Moning war förderndes Mitglied der SS und seit 1934 im BNSDJ. Hier hatte er das Amt des Ortsgruppenleiters inne. Er war ferner Mitglied der ebenfalls nationalsozialistisch geprägten Verbände Volksbund für das Deutschtum im Ausland (VDA) und Reichsbund Deutsche Familie (RDF). Mindestens 1933 bekannte er sich zu den Deutschen Christen.
Von der britischen Militärregierung als Amtsbürgermeister wegen NS-Belastung entlassen, wurde er vom 1. Juni 1945 bis zum Februar 1946 als Kreisoberwaltungsrat eingesetzt, war dann vom 5. Februar 1946 bis Juni 1947 Kreisfinanzdirektor und vom 1. Juli 1946 bis zum 23. August 1947 in Personalunion auch kommissarischer Oberkreisdirektor (OKD). Nachdem er als Parteiloser vom Kreistag als künftiger OKD des Kreises Siegen vorgeschlagen wurde, was die Militärregierung zunächst ablehnte, übte er dieses Amt in gewählter Funktion ab August 1947 bis zu seinem gesundheitsbedingt vorzeitigen Ausscheiden 1963 aus.
Im Konflikt um dieses Amt standen neben Monings Mitgliedschaften seine Aktivitäten bei der Deportation von drei Bürgern im Mittelpunkt, die als angeblich „Asoziale“ zwischen 1939 und 1942 in die Konzentrationslager Sachsenhausen, Wewelsburg und Ravensbrück deportiert worden waren und von denen zwei dort verstarben. Moning erklärte 1947, es habe sich „in allen drei Fällen um Asoziale gehandelt“, es hätten „keinerlei politische Momente vorgelegen“. Weder ihm noch den anderen an der Entscheidung Beteiligten sei im übrigen Ende 1938 bekannt gewesen, „daß in einem Arbeitslager bezw. Besserungslager Menschen ermordet wurden“. Das sei „damals nicht einmal von den Konzentrationslägern bekannt“ gewesen. Ob die nicht Überlebenden überhaupt „ermordet [wurden] oder eines natürlichen Todes gestorben“ seien, sei nicht feststellbar, und einer der beiden habe ohnehin zum Selbstmord geneigt.
Im Entnazifizierungsverfahren wurde er erst in die Kategorie IV (ohne Vermögenssperre) eingruppiert, dann als unbelastet in V mit dem Vermerk „tragbar als OKD“. Verschiedentlich nahm er entlastend in Entnazifizierungsverfahren oder empfehlend (wie bei Otto Krasa) zur Verleihung des Bundesverdienstkreuzes zugunsten ehemaliger Parteigenossen Stellung.
Ab 1947 bis zu seinem gesundheitsbedingten Ausscheiden aus dem Amt 1963 war er Oberkreisdirektor (OKD). Er gehörte ab 1952 dem Aufsichtsrat der Hüttenwerke Siegerland AG an und war Mitglied der Synode der Evangelischen Kirche des Kreises Siegen.
Moning erfuhr verschiedene Ehrungen: Er wurde zum Ehrenmitglied des Turngaus Siegerland ernannt und erhielt den Siegtaler in Gold des Siegerländer Heimatvereins. In Kreuztal wurde die ehemalige Bergstraße am Dörnberg nach ihm benannt (Dr.-Erich-Moning-Straße).